# Лоншан (ипподром)
Лоншан (фр. Longchamp, что переводится как «длинное поле») — крупнейший ипподром Парижа и Франции. Занимает 50 гектаров Булонского леса. Один из немногих ипподромов, расположенных на холме, что создаёт дополнительные сложности для жокеев. Более половины гладких скачек Франции проходят на Парижском ипподроме. Трибуны позволяют разместить 50 000 зрителей. Каждый октябрь на ипподроме разыгрывается престижный приз Триумфальной арки.
Ипподром, построенный по инициативе герцога де Морни, был открыт в воскресенье 27 апреля 1857 г. в присутствии императора Наполеона III, его супруги Евгении и великого князя Константина Николаевича. Место для ипподрома было специально выбрано таким образом, чтобы парижане могли прибывать сюда по Сене на пароходах и яхтах. Скачки в Лоншане любили изображать художники «прекрасной эпохи» — Мане, Дега, юный Пикассо. На стадионе происходит действие 11-й главы романа Эмиля Золя «Нана» (1883).
В честь парижского стадиона назван ипподром в окрестностях Буэнос-Айреса и возникший рядом город Лонгчампс.